# Міста і містечка Португальської монархії
«Міста́ і містечка́ Португа́льської мона́рхії, які ма́ють герби́» (порт. As cidades e villas da monarchia portugueza que teem brasão d'armas) — португальська 3-томна історико-георгафічна праця, присвячена історії та геральдиці населених пунктів Португальського королівства. Видана в Лісабоні у 1860—1862 роках. Автор — португальський історик Інасіу де Вільєна Барбоза. У книзі зібрано відомості про 126 міст і містечок континентальної Португалії та її заморських володінь на Азорах, Мадейрі, в Індії, Макао, Анголі, Мозамбіці. Одне з базових джерел для вивчення португальської геральдики.

## Томи
| Том |     | Рік  | Лінк |
| --- | --- | ---- | ---- |
| I   | A-J | 1860 |      |
| II  | L-S | 1860 |      |
| III | S-Z | 1862 |      |

## Герби

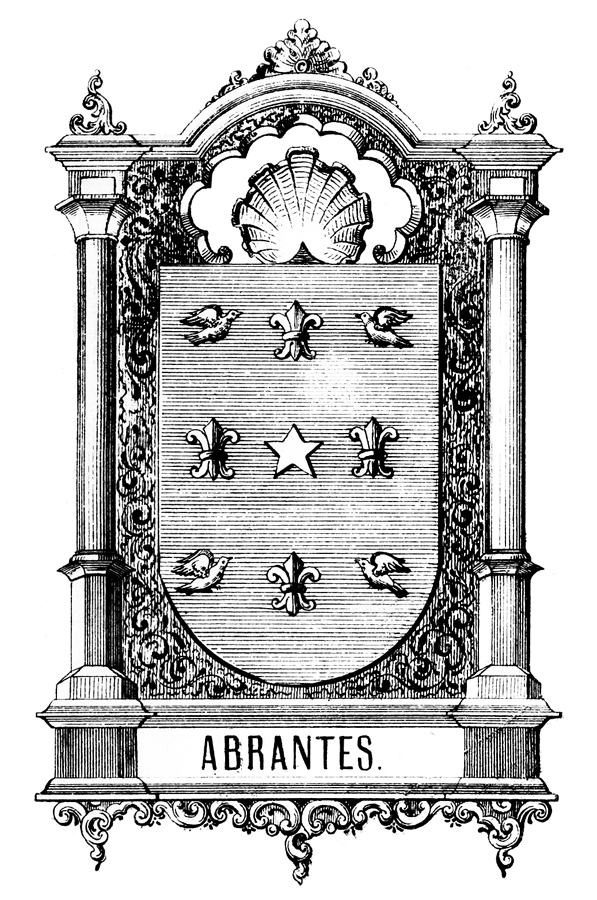
Абрантеш
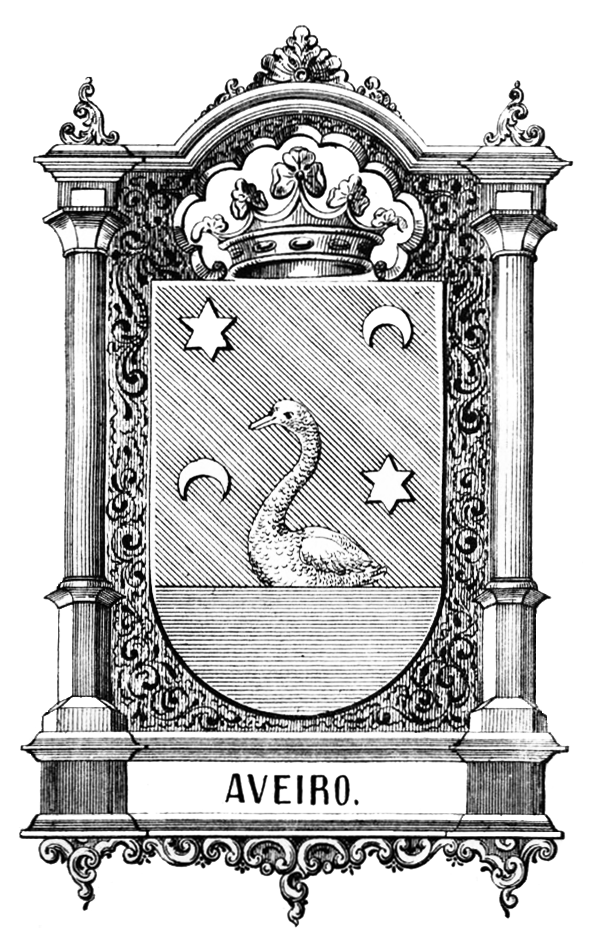
Авейру
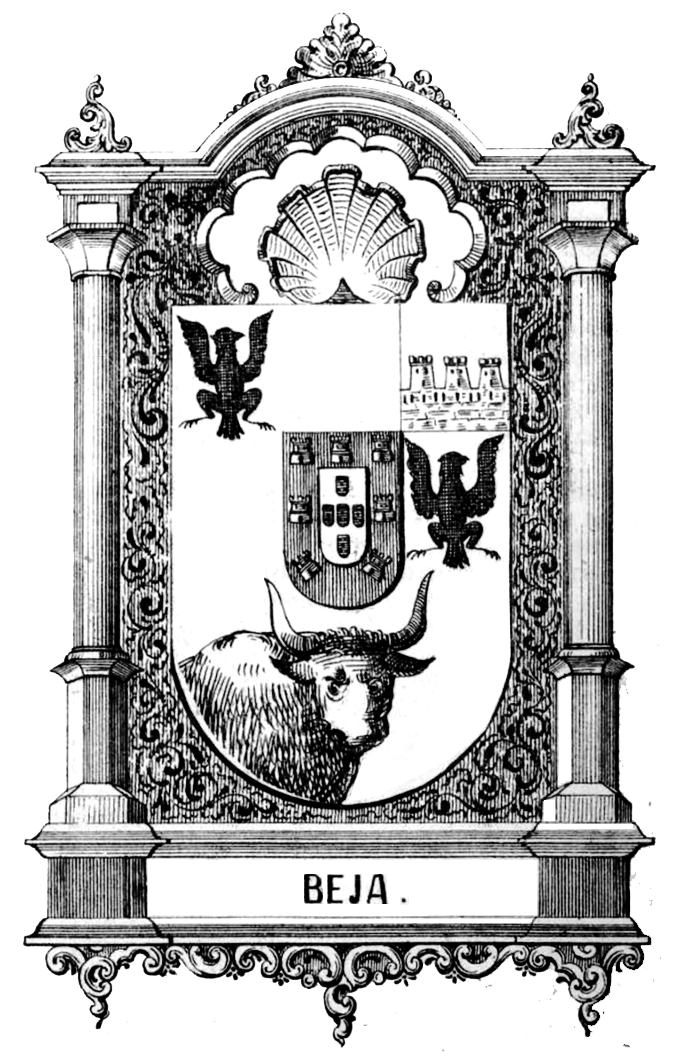
Бежа
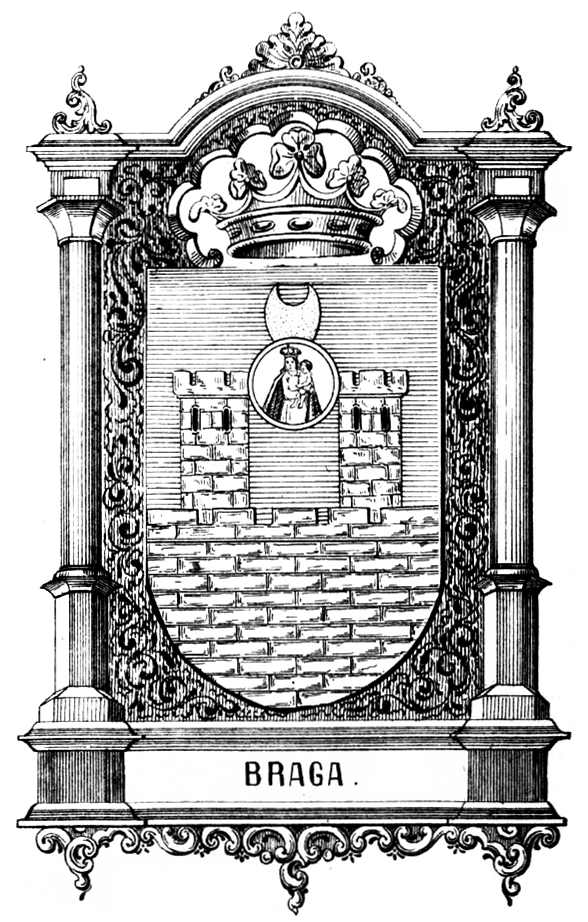
Брага
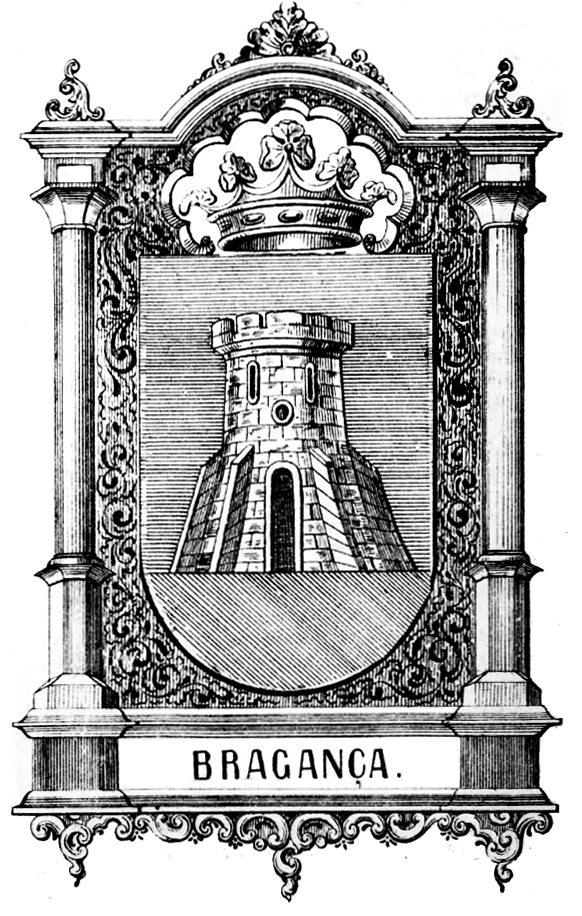
Браганса
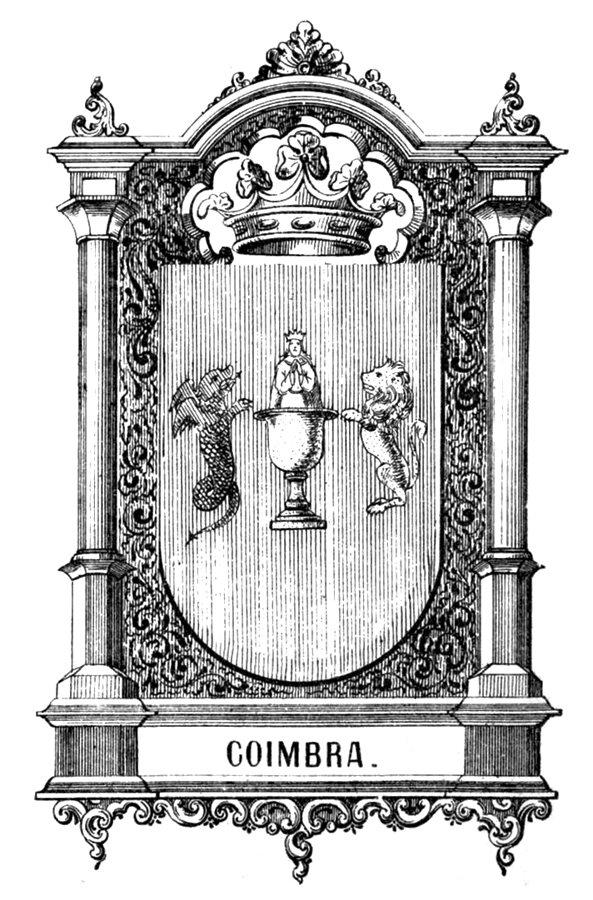
Коїмбра
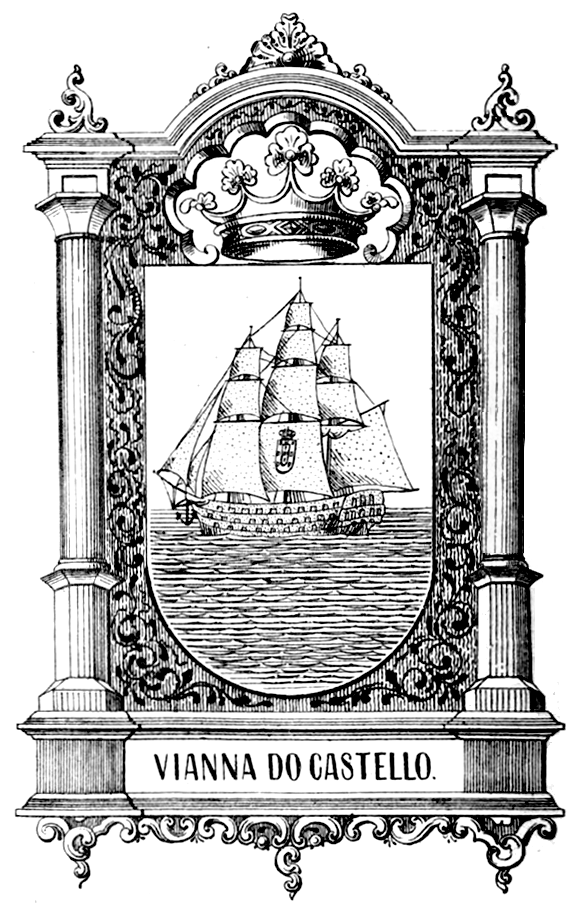
Віана-ду-Каштелу
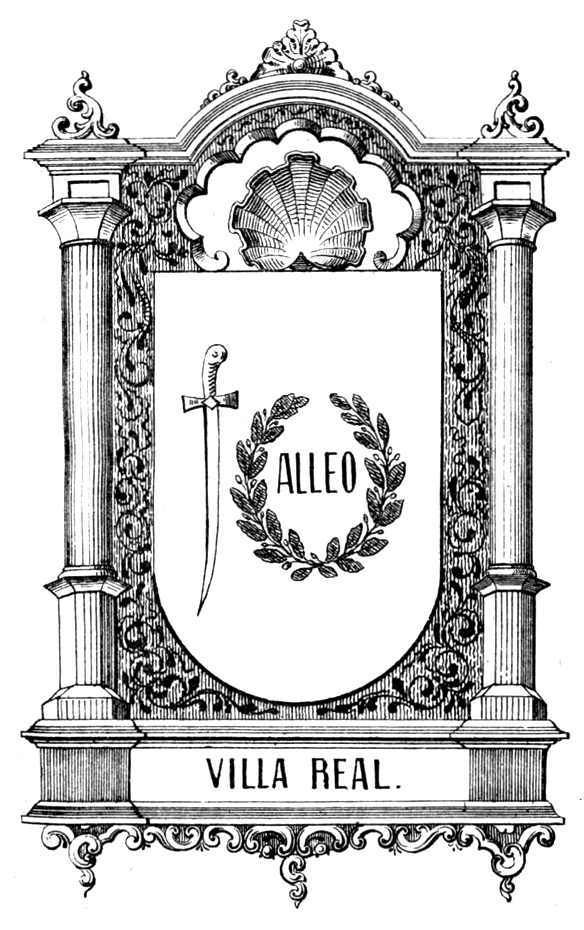
Віла-Реал
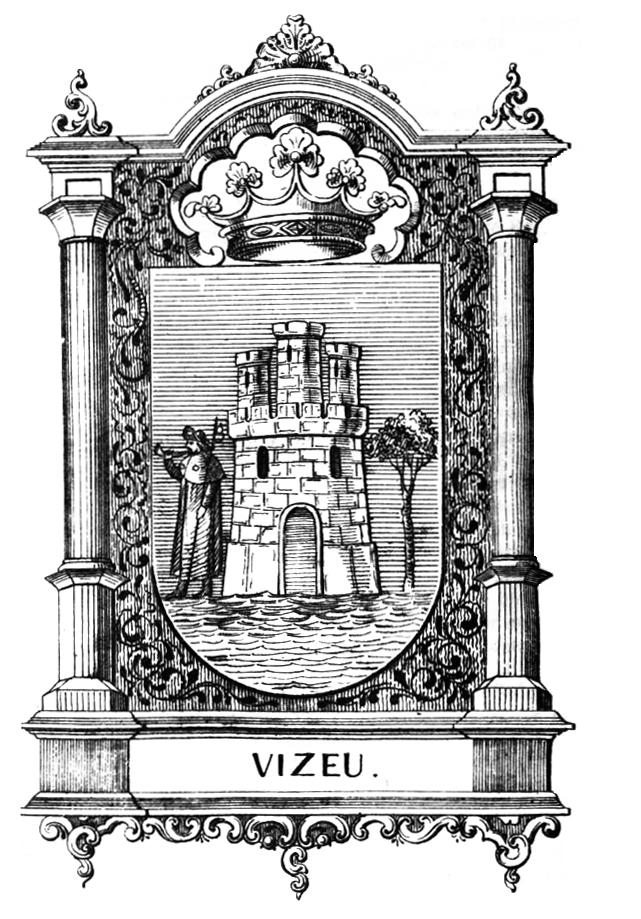
Візеу